# ×3
『×3』（トリプル）は、松浦亜弥の3枚目のオリジナル・アルバム。2004年1月1日にzetimaから発売された。

## 内容
松浦が参加していたシャッフルユニット「SALT5」の「GET UP! ラッパー」のソロバージョンを含む全11曲。初回仕様はBOX仕様+封入特典あり。

## 収録曲
全曲　作詞・作曲:つんく
編曲:鈴木Daichi秀行（1,2,11）河野伸（3,6）小西康陽（4）鈴木俊介（5,7）高橋諭一（8）AKIRA（10）
リミックス:平田祥一郎(9)
1. GOOD BYE 夏男 [4:18]
  - 10枚目のシングル。
2. GET UP! ラッパー（松浦Ver.） [3:44]
3. 可能性の道 [3:41]
  - 2005年発売ベスト・アルバム『松浦亜弥ベスト1』に「2005 Version」と名付けられた再録音を収録。
4. ね〜え? [3:28]
  - 9枚目のシングル。
5. オリジナル人生 [3:30]
6. 恋してごめんね [5:18]
7. THE LAST NIGHT [5:13]
  - 11枚目のシングル。
8. 私と私と私 [4:32]
9. Yeah! めっちゃホリディ（HIGH TUNED mix） [4:08]
  - 6枚目のシングルのリミックス・バージョン。
10. 涙のわけ [4:09]
11. LOVE TRAIN [6:17]

## 参加ミュージシャン
GET UP! ラッパー（松浦Ver.）
- 全ての楽器：鈴木Daichi秀行
- コーラス：SALT5・JP'S

可能性の道
- プログラミング&キーボード：河野伸
- ギター：稲葉政裕
- コーラス：稲葉貴子・竹内浩明

オリジナル人生
- プログラミング&ギター：鈴木俊介
- ドラム：佐野康夫
- ウッドベース：立花泰彦
- ピアノ：小川文明
- コーラス：稲葉貴子

恋してごめんね
- プログラミング&キーボード：河野伸
- ベースプログラミング：鈴木Daichi秀行
- ギター：林部直樹
- ドラム：木村万作
- トランペット：エリック宮城・菅坡雅彦
- トロンボーン：村田陽一
- サックス：小池修
- パーカッション：飯田ヒロシ
- コーラス：竹内浩明・つんく・オグ

私と私と私
- プログラミング&ギター：高橋諭一
- ドラム：オグ
- コーラス：高橋諭一・竹内浩明

Yeah! めっちゃホリディ（HIGH TUNED mix）
- リミックス：平田祥一郎

涙のわけ
- プログラミング&コーラス：AKIRA

LOVE TRAIN
- プログラミング：鈴木Daichi秀行
- オルガン：上杉洋史
- コーラス：稲葉貴子